# Asher Angel
Asher Dov Angel (Paradise Valley, Fénix, Arizona; 6 de septiembre de 2002) es un actor y cantante estadounidense. Es conocido por interpretar a Jonah Beck en la serie de Disney Channel Andi Mack, y a Billy Batson en Shazam! (2019) y su secuela, Shazam! Fury of the Gods (2023).

## Biografía
Asher nació en Paradise Valley, Arizona, Sus padres son Jody Angel y Gabrielle «Coco» Matil. Es el mayor de sus hermanos (Avi Samuel y London Bleu). Asher es músico practicante y toca la guitarra.

## Carrera
A la edad de cinco años, Angel apareció en la película Jolene de 2008. Angel comenzó su carrera apareciendo en numerosas producciones teatrales. A la edad de siete años, Desert Stages Theatre realizó audiciones para el musical Oliver! y, con el permiso de sus padres, Angel hizo una audición y ganó un papel en la producción. Su madre le prometió llevarlo a Los Ángeles si «se esforzaba y hacía treinta espectáculos locales», y pasó a actuar en varias obras de teatro, como The Little Mermaid, Seussical, Mary Poppins e Into the Woods en el Desert Stages Theatre de Scottsdale. Su madre cumplió su promesa y Angel viajó a Los Ángeles donde, a los doce años, hizo una audición y ganó el papel de Jonah Beck en la serie de televisión de Disney Channel, Andi Mack. Toda su familia se mudó a Utah para acomodar la filmación de la serie.
En abril de 2019, Angel interpretó el papel principal de Billy Batson, con Zachary Levi como su alterego de superhéroe adulto, en la adaptación cinematográfica de ¡Shazam!, la novena entrega del Universo extendido de DC. La película recaudó más de 350 millones de dólares, convirtiéndose en la sexta película más taquillera del 2019. El 11 de abril de 2019, se une a Hitco Music y lanza su sencillo debut «One Thought Away», con Wiz Khalifa, el 6 de junio de 2019.
El 24 de enero de 2020, Asher lanza su tema, titulado «Chills». En abril del mismo lanza su segundo tema «All Day» y para el 7 de mayo, lanza su tercer tema, llamado «Guilty». El 15 de agosto lanza «Nobody But You», con CMC$. El 26 de enero de 2024, Asher lanza su tema, titulado «Flip the Switch», el 29 de marzo lanza su segundo tema «Lately» y el 10 de mayo lanza su tercer tema «Lovedrunk».

## Filmografía

### Cine
| Año  | Título                          | Rol          | Notas |
| ---- | ------------------------------- | ------------ | ----- |
| 2008 | Jolene                          | Brad Jr.     |       |
| 2017 | On Pointe                       | Alex         |       |
| 2019 | ¡Shazam!                        | Billy Batson |       |
| 2023 | ¡Shazam! La furia de los dioses | Billy Batson |       |

### Televisión
| Año       | Título                                       | Rol        | Notas                             |
| --------- | -------------------------------------------- | ---------- | --------------------------------- |
| 2014      | Hate from a distance                         | Danny      | Cortometraje                      |
| 2015      | How do you do that Voodoo?                   | Billy      | Cortometraje                      |
| 2016      | Nicky, Ricky, Dicky & Dawn                   | Jasper     | Episodio: «Ballet and the Beasts» |
| 2016      | Criminal Minds: Beyond Borders               | Ryan Wolf  | Episodio: «De los inocentes»      |
| 2017–2019 | Andi Mack                                    | Jonah Beck | Elenco principal                  |
| 2019      | All That                                     | Él mismo   | Episodio: «1117»                  |
| 2020      | The Substitute                               | Él mismo   | Episodio: «Asher Angel»           |
| 2020      | Group Chat                                   | Él mismo   | Episodio: «Dance Dance Fart»      |
| 2020      | Nickelodeon's Unfiltered                     | Él mismo   | Episodio: «Zombies Eat Unicorns!» |
| 2021      | High School Musical: The Musical: The Series | Jack       | Episodio: «Minivacaciones»        |